# 미셸 콩스탕탱
미셸 콩스탕탱(프랑스어: Michel Constantin, 1924년 7월 13일 ~ 2003년 8월 29일)은 프랑스의 배우이다.
불로뉴비양쿠르에서 태어났으며 드라기냥에서 사망하였다. 사인은 심근 경색이다.

## 영화
- 외인부대 (1984년)
- 그루프 (1982년)
- 사하라 크로스 (1977년)
- 엘리트 특공대 (1977년)
- 암흑가의 대결 (1973년)
- 암살자 (1972년)
- 배신자 (1970년)
- 남쪽 별 (1969년)
- 더티 히어로즈 (1967년)
- 두 번째 숨결 (1966년)
- 매그레 서장의 분노 (1963년)
- 구멍 (1960년)